# Öja landskommun, Gotland
Öja landskommun  var en tidigare kommun i Gotlands län.

## Administrativ historik
När 1862 års kommunalförordningar trädde i kraft inrättades i Sverige cirka 2 500 kommuner. Huvuddelen av dessa var landskommuner (baserade på den äldre sockenindelningen), vartill kom 89 städer och åtta köpingar. Då inrättades i  Öja socken i Gotlands södra härad på Gotland denna kommun. 
Vid kommunreformen 1952 uppgick denna landskommun i Hoburgs landskommun som senare 1971 uppgick i Gotlands kommun.